# USS Swasey (DD-273)
Za druga plovila z istim imenom glejte USS Swasey.
USS Swasey (DD-273) je bil rušilec razreda Clemson v sestavi Vojne mornarice Združenih držav Amerike.
Rušilec je bil poimenovan po pomorskem častniku Charlesu H. Swaseyju.

## Zgodovina
V sklopu sporazuma rušilci za baze je bila 26. novembra 1940 ladja predana Kraljevi vojni mornarici, kjer so ladjo preimenovali v HMS Rockingham (C58).